# Спурий Постумий Алб Региленсис (консул 432 пр.н.е.)
Вижте пояснителната страница за други личности с името Спурий Постумий Албин.
Спурий Постумий Алб Региленсис (на латински: Spurius Postumius Albus Regillensis) e политик на ранната Римска република.

## Биография
Произлиза от клон Алб (Албин) на патрицианската фамилия Постумии. Син е на Спурий Постумий Алб Региленсис (консул 466 и децемвир 451 пр.н.е.) и внук на Авъл Постумий Алб Региленсис (диктатор 499 и консул 496 пр.н.е.).
През 432 пр.н.е. Постумий е консулски военен трибун с още двама колеги Луций Пинарий Мамерцин и Луций Фурий Медулин. През 431 пр.н.е. той e легат при диктатор Авъл Постумий Туберт и се бие във войната против еквите.